# Bomaanslag in Shmuel HaNavi op 19 augustus 2003
Op 19 augustus 2003 vond een bomaanslag plaats op een bus in de wijk Shmuel HaNavi van de Israëlische hoofdstad Jeruzalem. Bij deze zelfmoordaanslag vielen 24 doden, waaronder de dader. 
De bom ging kort voor 21 uur plaatselijke tijd af toen de volle bus op een van de doorgaande routes door de orthodoxe wijk Shmuel HaNavi in het westen van Jeruzalem reed. Onder de slachtoffers waren acht kinderen, het jongste slachtoffer was 11 maanden.
Zowel de Islamitische Jihad als Hamas eisten de verantwoordelijkheid op voor de aanslag.